# グプタ文字
グプタ文字とは、4世紀から6世紀にかけて繁栄した北インドの王朝グプタ朝で用いられていた、ブラーフミー文字の一種のこと。6世紀以降、グプタ朝の衰退と分裂に伴い、文字もシッダマートリカー文字、ナーガリー文字等に分裂・派生していくことになるので、グプタ文字はちょうど、そうした北インド系の文字の直接の祖と言える位置づけになる。

## 概要
グプタ文字は、これ以降に派生していく様々なインド系文字とは異なり、いまだ「ブラーフミー文字」と呼び得るほどに、その原型をちゃんと留めている。したがって、紀元前5世紀前後にアラム文字を転用する形で生まれ、マウリヤ朝でアショーカ王碑文などにも使われたブラーフミー文字が、インドにおいては、600年以上~1000年近くに渡ってほぼそのままの形で、保存・継承・使用されてきたことになる。
そんな「ブラーフミー文字」の一種に過ぎないグプタ文字が、なぜわざわざ特筆されるのかというと、グプタ朝においては、バラモン教（ヒンドゥー教）や法典、文学、科学にまつわる文献の内容的進歩や編纂によって、文献・文字資料が大量に残されているという点と、ちょうどこの直後に、このグプタ朝・グプタ文字の成果を基盤としつつ、北インド系文字が様々に分裂・派生していくことになる、その直前の「末期・晩期ブラーフミー文字」に相当する、「橋渡し・転換点」としての時代性・歴史的立ち位置ゆえである。

## 文字

### 字体
| a | i | u | ṛ | e | o  |
| ā |   |   |   |   | au |

| k | kh | g | gh | ṅ |
| c | ch | j | jh | ñ |
| ṭ | ṭh | ḍ | ḍh | ṇ |
| t | th | d | dh | n |
| p | ph | b | bh | m |
| y | r  | l | v  |   |
| ś | ṣ  | s | h  |   |

### 他の字体との比較
前の時代のブラーフミー文字との比較。